# 康什河畔利尼
康什河畔利尼（法語：Ligny-sur-Canche，法語發音：[liɲi syʁ kɑ̃ʃ]）是法国上法蘭西大區加来海峡省的一个市镇，属于阿拉斯区。

## 地理
康什河畔利尼（50°17'3"N, 2°15'29"E）面积7.17 平方千米，位于法国上法蘭西大區加来海峡省，该省份为法国北部沿海省份，西北濒北海，南至索姆省，东临北部省。
与康什河畔利尼接壤的市镇（或旧市镇、城区）包括：楠克-欧特科特、博尼耶尔、康什河畔布贝尔、阿图瓦地区福尔泰勒、弗雷旺。

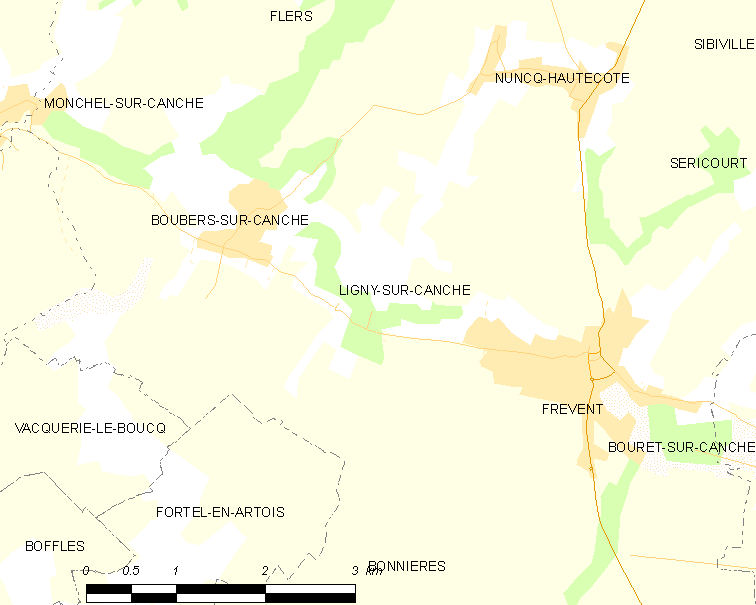
康什河畔利尼的OSM定位图

康什河畔利尼的时区为UTC+01:00、UTC+02:00（夏令时）。

## 行政
康什河畔利尼的邮政编码为62270，INSEE市镇编码为62513。

## 政治
康什河畔利尼所属的省级选区为泰努瓦斯河畔圣波勒县。

## 人口

1962-2008年间康什河畔利尼人口变化图示

康什河畔利尼于2022年1月1日时的人口数量为188人。